# Stammliste der Piasten
Die Stammliste der Piasten enthält die in der Wikipedia vertretenen Personen und wichtige Zwischenglieder der Piasten.

## Legendäre Abstammung
1. Piast († um 870), legendärer Stammvater der Piasten, Fürst der Polanen
  1. Siemowit, Fürst der Polanen
    1. Lestek, Fürst der Polanen
      1. Siemomysł, Fürst der Polanen
        1. Mieszko I. (um 945–992), Herzog von Polen, erster historisch belegbarer Herrscher Polens
        2. Czcibor
        3. Adelheit (Athleit) ⚭ Géza (um 940–997), Großfürst von Ungarn

## Piasten von Mieszko I. an
1. Mieszko I. (um 945–992), Herzog von Polen ⚭ (I) Dubrawka von Böhmen († 977), Tochter von Boleslav I.; ⚭ (II) Oda von Haldensleben (vor 962–1023), Tochter von Dietrich von Haldensleben
  1. (I) Bolesław I. (965/967–1025) der Tapfere, König von Polen 1000–1025, Herzog von Polen 992–1000, Herzog von Böhmen ⚭ (II) Judith, Tochter von Géza (Ungarn); ⚭ (III) Emnilda (um 973–1017), Tochter von Dobromir; ⚭ (IV) Oda († 1018), Tochter von Ekkehard I. (Meißen)
    1. (II) Bezprym (986–1032), Herzog von Polen
    2. (III) Reglindis (um 989–nach 1016) ⚭ Hermann I. (um 980–1038), Markgraf von Meißen
    3. (III) Mieszko II. Lambert (990–1034), König von Polen 1025–1032, Herzog von Polen ⚭ Richeza (Polen) (um 995–1063), Tochter von Ezzo (Lothringen)
      1. Ryksa von Polen (1013–1075), ⚭ Béla I., König von Ungarn
      2. Kasimir I. Karl (1016–1058), Herzog von Polen ⚭ Maria Dobroniega (1011/25–1087)
        1. Bolesław II. (1042–1081), König von Polen 1076–1079, Herzog von Polen
          1. Mieszko (1069–1089), Herzog von Krakau

        2. Władysław I. Herman (1043–1102), Herzog von Polen ⚭ (I) Unbekannt, von der Katholischen Kirche wird diese Ehe nicht anerkannt; ⚭ (II) Judith von Böhmen († 1086), Tochter von Vratislav II.; ⚭ (III) Judith von Ungarn (1054–1092/96), Tochter von Heinrich III. (HRR), Witwe von Salomon (Ungarn)
          1. (I) Zbigniew (um 1070–1112), Herzog von Polen
          2. (II) Bolesław III. Schiefmund (1085–1138), Herzog von Polen ⚭ (I) Zbysława von Kiew (1085/1090–1112/14), Tochter von Swjatopolk II. (Kiew); ⚭ (II) Salome von Berg (um 1099–1144), Tochter von Heinrich Graf von Berg-Schelklingen
            1. (I) Władysław II. (1105–1159) der Vertriebene, Seniorherzog von Polen ⚭ Agnes von Babenberg (1108/1113–1163), Tochter von Leopold III. (Österreich) → Nachkommen siehe unten Schlesische Linie
            2. (I) Tochter N.N. (vermutlich Judith) ⚭ Wsewolod I. Davidowitsch, Fürst von Murom
            3. (II) Leszek (1115–1131)
            4. (II) Kasimir (1117–1131)
            5. (II) Bolesław IV. (1120/21–1173), Seniorherzog von Polen, ⚭ Werchuslawa von Nowgorod
              1. Leszek (um 1160–1186), Herzog von Masowien

            6. (II) Mieszko III. (1126–1202) der Alte, Seniorherzog von Polen, Herzog in Großpolen ⚭ (I) Elisabeth von Ungarn (1128–1155), Tochter von Béla II. (Ungarn); ⚭ (II) Eudoxia von Kiew, Tochter von Isjaslaw II. → Nachkommen siehe unten Großpolnische Linie
            7. (II) Heinrich von Sandomir (1127/1131–1166)
            8. (II) Kasimir II. (1138–1194) der Gerechte, Seniorherzog von Polen, Herzog von Kleinpolen ⚭ Helena von Znojmo → Nachkommen siehe unten Kleinpolnische und Kujawische Linie
            9. (II) Rikissa von Polen (1116–1156) ⚭ (I) Magnus (1107–1134) der Starke, König von Schweden; ⚭ (II) Wladimir, Fürst von Minsk-Grodno; ⚭ (III) Sverker I. († 1156), König von Schweden
            10. (II) Sofia (1120–1136)
            11. (II) Gertruda (1126/1135–1160)
            12. (II) Dobroniega (1128/1135–1160/1181) ⚭ Dietrich II. (1142–1185), Markgraf der Lausitz
            13. (II) Judith von Polen (um 1132–1172/1174) ⚭ (I) Ladislaus II. (1131–1163), König von Ungarn; ⚭ (II) Otto I. (1125/26–1184), Markgraf von Brandenburg
            14. (II) Agnes (1137–1181) ⚭ Mstislaw II. († 1170), Großfürst von Kiew
            15. (II) Pribislawa († nach 1156) ⚭ Ratibor I. († 1156), Herzog von Pommern
            16. (II) Tochter N.N. ⚭ Konrad († 1132/1133), Graf von Plötzkau

          3. (III) Tochter N.N. (1088–1112) ⚭ Jaroslaw I. Swjatopolkowitsch, Fürst von Wladimir
          4. (III) Agnes (um 1090–1125), Äbtissin von Gandersheim, Äbtissin von Quedlinburg
          5. (III) Adelajda (1090/91–1127) ⚭ Diepold III. von Vohburg (1075–1146), Markgraf auf dem Nordgau

        3. Mieszko (1045–1065)
        4. Swatawa von Polen (vor 1050–1126) ⚭ Vratislav II. (1035–1092), König von Böhmen

      3. Gertrud (ca. 1025–1108), ⚭ Isjaslaw I. (1024–1078), Großfürst von Kiew

    4. (III) Tochter N.N. ⚭ Swjatopolk I. (Russland) (978/979–1019), Großfürst der Kiewer Rus
    5. (III) Otto (um 1000–1033), Herzog von Polen
    6. (IV) Mathilde

  2. (I) Sigrid (um 965–nach 1014) die Stolze ⚭ Sven Gabelbart (um 960–1014), König von Dänemark, König von Norwegen, König von England
  3. (II) Swantopolk
  4. (II) Mieszko (um 970–nach 992)
  5. (II) Lambert (um 970–nach 992), möglicherweise identisch mit Lambert (Bischof von Krakau)

### Schlesische Linie
1. Władysław II. (1105–1159) der Vertriebene, Seniorherzog von Polen ⚭ Agnes von Babenberg (1108/1113–1163), Tochter von Leopold III. (Österreich) → Vorfahren siehe oben Piasten von Mieszko I. an
  1. Boleslaw I. (1127–1201), Herzog von Schlesien ⚭ (I) Zvinislava († um 1155), Tochter von Wsewolod II.
    1. (I) Jaroslaw (1143/1163–1201), Bischof von Breslau
    2. (II) Heinrich I. (um 1165–1238) der Bärtige, Seniorherzog von Polen, Herzog von Schlesien ⚭ Hedwig von Andechs (1174–1243), Tochter von Berthold IV. (Andechs)
      1. Heinrich II. (1196/1207–1241) der Fromme, Seniorherzog von Polen, Herzog von Schlesien ⚭ Anna (1201/1204–1265), Tochter von Ottokar I. Přemysl
        1. Gertrud (1218/1220–1244/1247) ⚭ Bolesław I. (1208–1248), Herzog von Masowien
        2. Konstanze (1221/1227–1253/1257) ⚭ Kasimir I. (um 1211–1267), Herzog von Kujawien
        3. Boleslaw II. (um 1217–1278) der Kahle, Herzog von Schlesien, Herzog von Liegnitz ⚭ Hedwig († 1259), Tochter von Heinrich I. (Anhalt)
          1. Heinrich V. (1248–1296), Herzog von Liegnitz, Herzog von Breslau, Herzog von Jauer ⚭ Elisabeth von Großpolen (1259–1304), Tochter von Bolesław VI. der Fromme
            1. Hedwig (1277–1304) ⚭ Otto († 1307), Sohn von Otto (V.) (Brandenburg)
            2. Euphemia (1281–1347) ⚭ Otto III. (um 1265–1310), Herzog von Kärnten, Graf von Görz, Graf von Tirol
            3. Bolesław III. (1291–1352), Herzog von Breslau, Herzog von Brieg, Herzog von Liegnitz ⚭ Margarete von Böhmen (1296–1322), Tochter von Wenzel II. (Böhmen)
              1. Wenzel I. (1310/1318–1364), Herzog von Liegnitz ⚭ Anna von Teschen (1325–1367), Tochter von Kasimir I. (Teschen)
                1. Ruprecht I. (1347–1409), Herzog von Liegnitz ⚭ Hedwig von Sagan (1340/1350–1390), Tochter von Heinrich V. (Glogau-Sagan), Witwe von Kasimir III. (Polen)
                  1. Barbara († 1435) ⚭ Rudolf III. (1373–1419), Kurfürst von Sachsen-Wittenberg
                  2. Agnes († 1411), Klarissin in Breslau

                2. Wenzel II. (1348–1419), Herzog von Liegnitz, Fürstbischof von Breslau, Bischof von Lebus
                3. Boleslaw IV. (um 1349–1394), Herzog von Liegnitz
                4. Hedwig (um 1351–1409) ⚭ Heinrich VI. (vor 1345–1393) der Ältere, Herzog von Sagan, Herzog von Crossen, Herzog von Glogau
                5. Heinrich VII. (1355–1398), Herzog von Liegnitz, Bischof von Leslau

              2. Ludwig I. (1313/1321–1398), Herzog von Liegnitz, Herzog von Brieg, Herzog von Lüben, Herzog von Ohlau ⚭ Agnes von Glogau (um 1321–1362), Tochter von Heinrich IV. (Glogau) → Nachkommen siehe unten Liegnitzer Linie.
              3. Nikolaus (*/† 1322)

            4. Heinrich VI. (1294–1335) der Gute, Herzog von Breslau ⚭ Anna von Österreich (1280–1327), Tochter von Albrecht I. (HRR)
              1. Elisabeth († 1328) ⚭ Konrad I. (1292/1294–1366), Herzog von Oels, Herzog von Glogau, Herzog von Namslau, Herzog von Cosel
              2. Euphemia († nach 1383) ⚭ Bolko II. (1290/1295–1362/1365), Herzog von Oppeln, Herzog von Falkenberg
              3. Margarethe († 1379), Äbtissin in Breslau

            5. Wladislaus (1296–1352), Herzog von Liegnitz ⚭ Anna von Masowien († 1313), Tochter von Boleslaw II.

          2. Bolko I. (1253–1301), Herzog von Schweidnitz-Jauer, Herzog von Löwenberg ⚭ Beatrix († 1316), Tochter von Otto (V.) (Brandenburg)
            1. Boleslaw (1285/1290–1320)
            2. Judith/Jutta (1285/1287–1320) ⚭ Stephan I. (1271–1310), Herzog von Niederbayern
            3. Bernhard II. (um 1288–1326), Herzog von Schweidnitz-Jauer, Herr von Fürstenstein ⚭ Kunigunde von Polen (um 1295–1331/1333), Tochter von Władysław I. Ellenlang
              1. Bolko II. (1308–1368) der Kleine, Herzog von Schweidnitz-Jauer ⚭ Agnes von Habsburg (1315–1392), Tochter von Leopold I. (Habsburg)
              2. Heinrich II. (nach 1312–1343), Herzog von Schweidnitz-Jauer ⚭ Katharina von Ungarn († 1355), Tochter von Karl I. (Ungarn)
                1. Anna von Schweidnitz (1339–1362) ⚭ Karl IV. (1316–1378), Römisch-deutscher Kaiser, König von Böhmen, Graf von Luxemburg

              3. Konstanze (1309/1313–1363) ⚭ Primislaus II. (1301/1308–1331), Herzog von Glogau
              4. Elisabeth (1314/1315–1348) ⚭ Bolko II. (um 1300–1356), Herzog von Oppeln

            4. Beatrix von Schlesien-Schweidnitz (um 1290–1322) ⚭ Ludwig IV. (1282/1286–1347) der Bayer, Römisch-deutscher Kaiser, Herzog von Bayern, Pfalzgraf bei Rhein
            5. Heinrich I. (um 1294–1346), Herzog von Schweidnitz-Jauer, Herr von Fürstenstein ⚭ Agnes von Böhmen (1305–1337), Tochter von Wenzel II. (Böhmen)
            6. Elisabeth († 1350/1356) ⚭ Wartislaw IV. (vor 1290–1326), Herzog von Pommern-Wolgast
            7. Bolko II. (um 1300–1341), Herzog von Schweidnitz-Jauer, Herzog von Münsterberg
              1. Nikolaus (1322/1327–1358), Herzog von Münsterberg ⚭ Agnes von Lichtenburg († 1370)
                1. Bolko III. (1344/1348–1410), Herzog von Münsterberg ⚭ Euphemia (um 1350/1352–1411), Tochter von Boleslaus (Beuthen-Cosel)
                  1. Nikolaus (1371/1385–1405)
                  2. Johann I. (um 1380–1428), Herzog von Münsterberg
                  3. Heinrich II. (um 1396–1420), Herzog von Münsterberg
                  4. Euphemia († 1447) ⚭ Friedrich III. von Oettingen
                  5. Katharina († 1422) ⚭ Přemysl I. (um 1365–1433), Herzog von Troppau, Herzog von Leobschütz

                2. Heinrich I. (um 1346/1350–um 1366/1370), Kanoniker in Breslau
                3. Ludmilla († um 1368/1373) ⚭ Siemowit III. (um 1320–1381), Herzog von Masowien

          3. Bernhard I. (1253/1257–1286), Herzog von Jauer, Herzog von Löwenberg
          4. Agnes (nach 1242–1265) ⚭ Ulrich I. (1226–1265), Graf von Württemberg
          5. Hedwig (1250/1255–nach 1280) ⚭ Konrad II. (um 1250–1294), Herzog von Masowien
          6. Elisabeth ⚭ Ludwig von Hakeborn

        4. Mieszko (1223/1227–1242), Herzog von Lebus
        5. Heinrich III. (1227/1230–1266), Herzog von Breslau ⚭ Judith (um 1222/1227–1257/1263), Tochter von Konrad I. (Polen), Witwe von Mieszko II. (Oppeln-Ratibor)
          1. Hedwig (1252/1256–1300) ⚭ (I) Heinrich, Landgraf von Thüringen; ⚭ (II) Otto I. († 1304), Fürst von Anhalt-Aschersleben
          2. Heinrich IV. (um 1256–1290), Seniorherzog von Polen, Herzog von Breslau ⚭ Konstanze von Oppeln († 1351), Tochter von Wladislaus I. (Oppeln-Ratibor)

        6. Elisabeth (1232–1265) ⚭ Przemysł I. (1220/1221–1257), Herzog von Großpolen
        7. Konrad II. (1232 /1235–1273/1274), Herzog von Schlesien, Herzog von Glogau ⚭ (I) Salomea von Großpolen (1225/1235–1267/1271), Tochter von Władysław Odonic; ⚭ (II) Sophia von Landsberg (1258/1259–1318), Tochter von Dietrich von Landsberg → Nachkommen siehe unten Glogauer Linie
        8. Wladislaw (1237–1270), Erzbischof von Salzburg, Bischof von Bamberg, Bischof von Passau
        9. Agnes (1230/1236–1277), Äbtissin des Klarissenklosters zu Trebnitz
        10. Hedwig (1238/1241–1318), Äbtissin des Klarissenklosters zu Breslau

      2. Gertrud (um 1200–1268), verlobt mit Otto VIII. (vor 1180–1209), Pfalzgraf von Bayern

    3. (II) Adelheid (nach 1165–1213) ⚭ Diepold III., Markgraf von Mähren

  2. Richeza (um 1135–1185) ⚭ (I) Alfons VII. (1105–1157) der Kaiser, König von Kastilien, König von León; ⚭ (II) Raimund Berengar III. (um 1135–1166), Graf der Provence; ⚭ (III) Raimund V. (1134–1194), Graf von Toulouse, Markgraf der Provence; ⚭ (IV) Albrecht II. (1135–1197/1202), Graf von Everstein
  3. Mieszko I. (1132/1146–1211), Seniorherzog von Polen, Herzog von Oppeln, Herzog von Ratibor ⚭ Ludmilla († 1211) → Nachkommen siehe unten Oppelner Linie
  4. Konrad I. (Schlesien) († nach 1187), Herzog von Glogau

#### Liegnitzer Linie
1. Ludwig I. (1313/1321–1398), Herzog von Liegnitz, Herzog von Brieg, Herzog von Lüben, Herzog von Ohlau ⚭ Agnes von Glogau (um 1321–1362), Tochter von Heinrich IV. (Glogau) → Vorfahren siehe oben Schlesische Linie
  1. Margarete (1342/43–1386) ⚭ Albrecht I. (1336–1404), Herzog von Bayern-Straubing, Graf von Holland, Graf von Zeeland, Graf von Hennegau
  2. Heinrich VIII. (1344–1399) mit der Schramme, Herzog von Brieg, Herzog von Lüben ⚭ (I) Helene († 1369), Tochter von Otto VIII. von Orlamünde; ⚭ (II) Margaretha von Masowien (vor 1358–1388/1396), Tochter von Siemowit III.
    1. (I) Heinrich IX. (1369–1419/1420), Herzog von Liegnitz, Herzog von Lüben, Herzog von Ohlau, Herzog von Haynau ⚭ Anna († 1403), Tochter von Przemislaus I. (Teschen)
      1. Ruprecht II. (1392–1431), Herzog von Lüben, Herzog von Haynau, Großprior des Malteserordens
      2. Wenzel III. (1400–1423),  Herzog von Liegnitz, Herzog von Ohlau
      3. Ludwig III. (vor 1405–1441), Herzog von Liegnitz, Herzog von Lüben, Herzog von Haynau, Herzog von Ohlau ⚭ Margarete von Oppeln (1412/1414–1454/1455), Tochter von Bolko IV. (Oppeln)
        1. Johann I. (1425–1453), Herzog von Liegnitz, Herzog von Lüben, Herzog von Ohlau ⚭ Hedwig (um 1433–1471), Tochter von Ludwig II. (Liegnitz)
          1. Friedrich I. (1446–1488), Herzog von Liegnitz, Herzog von Brieg ⚭ Ludmilla von Podiebrad (1456–1503), Tochter von Georg von Podiebrad
            1. Johann II. (1477–1495), Herzog von Liegnitz
            2. Friedrich II. (1480–1547), Herzog von Liegnitz, Herzog von Brieg, Herzog von Wohlau ⚭ (I) Elisabeth Jagiellonica (1482–1517), Tochter von Kasimir IV. Andreas; ⚭ (II) Sophie von Brandenburg-Ansbach (1485–1537), Tochter von Friedrich V. (Brandenburg-Ansbach-Kulmbach)
              1. (I) Hedwig (*/† 1517)
              2. (II) Friedrich III. (1520–1570), Herzog von Liegnitz, Herzog von Haynau ⚭ Katharina von Mecklenburg (1518–1581), Tochter von Heinrich V. (Mecklenburg)
                1. Heinrich XI. (1539–1588), Herzog von Liegnitz, Herzog von Haynau ⚭ Sophie von Brandenburg-Ansbach (1535–1587), Tochter von Georg (Brandenburg-Ansbach-Kulmbach)
                  1. Katharina Sophie (1561–1608) ⚭ Friedrich (1557–1597), Herzog von Pfalz-Parkstein
                  2. Anna Maria (1563–1620)
                  3. Emilia (1563–1618)
                  4. Georg-Friedrich (*/† 1565)
                  5. Sabina Barbara (1571–1572)

                2. Sophie (1541–1542)
                3. Katharina (1542–1569) ⚭ Friedrich Kasimir (1541/1542–1571), Herzog von Teschen, Herzog von Bielitz
                4. Friedrich (1543–1551)
                5. Helena (1545/1547–1583) ⚭ Sigismund II. Kurzbach, Freiherr von Militsch und Trachenberg
                6. Friedrich IV. (1552–1596), Herzog von Liegnitz, Herzog von Haynau ⚭ (I) Maria Sidonia von Teschen (1572–1587), Tochter von Wenzel III. (Teschen); ⚭ (II) Dorothea (1569–1593), Tochter von Johann (Schleswig-Holstein-Sonderburg); ⚭ (III) Anna von Württemberg (1561–1616), Tochter von Christoph (Württemberg), Witwe von Johann Georg (Ohlau-Wohlau)
                  1. (I) Maria Katharina (*/† 1587)
                  2. (II) Zwillinge (*/† 1592)

              3. (II) Georg II. (1523–1586) der Schwarze, Herzog von Brieg, Herzog von Wohlau ⚭ Barbara von Brandenburg (1527–1595), Tochter von Joachim II. (Brandenburg)
                1. Barbara (1548–1565)
                2. Joachim Friedrich (1550–1602), Herzog von Brieg, Herzog von Liegnitz, Herzog von Wohlau, Herzog von Ohlau ⚭ Anna Maria von Anhalt (1561–1605), Tochter von Joachim Ernst (Anhalt)
                  1. Georg Ernst (*/† 1589)
                  2. Johann Christian (1591–1639), Herzog von Liegnitz, Herzog von Brieg, Herzog von Wohlau, Herzog von Ohlau ⚭ (I) Dorothea Sibylle von Brandenburg (1590–1625), Tochter von Johann Georg (Brandenburg); ⚭ (II) Anna Hedwig von Sitzsch (1611–1639), Tochter von Friedrich von Sitzsch
                    1. (I) Georg III. (1611–1664), Herzog von Brieg, Herzog von Liegnitz ⚭ (I) Sophie Katharina (1601–1659), Tochter von Karl II. (Münsterberg-Oels); ⚭ (II) Elisabeth Marie Charlotte von Pfalz-Simmern (1638–1664), Tochter von Ludwig Philipp (Pfalz-Simmern)
                      1. (I) Dorothea Elisabeth (1646–1691) ⚭ Heinrich (1641–1701), Fürst von Nassau-Dillenburg

                    2. (I) Joachim (1612–1613)
                    3. (I) Heinrich (*/† 1614)
                    4. (I) Ernst (*/† 1614)
                    5. (I) Anna Elisabeth (1615–1616)
                    6. (I) Ludwig IV. (1616–1663), Herzog von Liegnitz, Herzog von Brieg ⚭ Anna Sophie von Mecklenburg-Güstrow (1628–1666), Tochter von Johann Albrecht II. (Mecklenburg)
                      1. Christian Albert (1651–1652)

                    7. (I) Rudolf (1617–1633)
                    8. (I) Christian (1618–1672), Herzog von Liegnitz, erzog von Wohlau, Herzog von Ohlau, Herzog von Brieg ⚭ Luise von Anhalt-Dessau (1631–1680), Tochter von Johann Kasimir (Anhalt-Dessau)
                      1. Charlotte (1652–1707) ⚭ Herzogin von Liegnitz, Herzogin von Brieg, Herzogin von Wohlau ⚭ Friedrich, Herzog von Schleswig-Holstein-Sonderburg-Wiesenburg
                      2. Luise (1657–1660)
                      3. Georg Wilhelm I. (1660–1675), Herzog von Liegnitz, Herzog von Brieg, Herzog von Wohlau
                      4. Christian Ludwig (*/† 1664)

                    9. (I) August (1619–1620)
                    10. (I) Sibylle Margarethe (1620–1657) ⚭ Gerhard Dönhoff (1590–1648), Kastellan von Danzig, Woiwode von Wenden und Pommerellen
                    11. (I) Dorothea (*/† 1622)
                    12. (I) Agnes (*/† 1622)
                    13. (I) Sophie Magdalena (1624–1660) ⚭ Karl Friedrich I. (1593–1647), Herzog von Münsterberg, Herzog von Oels, Herzog von Bernstadt
                    14. (II) August (1627–1679)
                    15. (II) Dorothea Sybille (1628–1629)
                    16. (II) Sohn N.N. (*/† 1629)
                    17. (II) Ernest (1630–1631)
                    18. (II) Sigismund (1632–1664) ⚭ Eva Eleonore von Bibran und Modlau (1644–1671)
                    19. (II) Johanna Elisabeth (1634–1673) ⚭ Zdenko Howora Berka von Duba und Leipa
                    20. (II) Anna Christina (1636–1642)

                  3. Barbara Agnes (1593–1631) ⚭ Hans Ulrich von Schaffgotsch (1595–1635), Freiherr von Kynast und Greiffenstein
                  4. Georg Rudolf (1595–1653), Herzog von Liegnitz, Herzog von Wohlau ⚭ (I) Sophie Elisabeth von Anhalt-Dessau (1589–1622), Tochter von Johann Georg I. (Anhalt-Dessau); ⚭ (II) Magdalena Elisabeth (1599–1631), Tochter von Karl II. (Münsterberg-Oels)
                  5. Anna Maria (1596–1602)
                  6. Maria Sophia (1601–1654)

                3. Johann Georg (1552–1592), Herzog von Wohlau, Herzog von Ohlau ⚭ Anna von Württemberg (1561–1616), Tochter von Christoph (Württemberg)
                  1. Georg Christoph (1583–1584)
                  2. Barbara (*/† 1586)

                4. Sophia (1556–1594)
                5. Magdalena (1560–1562)
                6. Elisabeth Magdalena (1562–1630) ⚭ Karl II. (1545–1617), Herzog von Münsterberg, Herzog von Oels, Herzog von Bernstadt

              4. (II) Sophia von Liegnitz (1525–1546) ⚭ Johann Georg (1525–1598), Kurfürst von Brandenburg

            3. Georg I. (1481/1483–1521), Herzog von Liegnitz, Herzog von Brieg ⚭ Anna von Pommern (1492–1550), Tochter von Bogislaw X.

        2. Heinrich X. (nach 1425–1452), Herzog von Haynau

      4. Katharina († 1424) ⚭ Albrecht VIII. († 1460), Graf von Lindow-Ruppin

    2. (II) Ludwig II. (1384–1436), Herzog von Brieg, Herzog von Liegnitz ⚭ (I) Hedwig Zápolya († 1414); ⚭ (II) Elisabeth von Brandenburg (1403–1449), Tochter von Friedrich I. (Brandenburg)
      1. (II) Ludwig (1420–1435)
      2. (II) Elisabeth (1426–1435)
      3. (II) Magdalena (1425/1430–1497) ⚭ Nikolaus I. (um 1420–1476), Herzog von Oppeln, Herzog von Falkenberg, Herzog von Strehlitz
      4. (II) Hedwig (um 1433–1471) ⚭ Johann I. (1425–1453), Herzog von Liegnitz, Herzog von Lüben, Herzog von Ohlau

  3. Katharina (1344/1346–1404/1405), Äbtissin von Trebnitz
  4. Hedwig (um 1346–1385/1396) ⚭ Johann II. (vor 1350–1376), Herzog von Auschwitz
  5. Wenzel (1349–nach 1369)

#### Glogauer Linie
1. Konrad II. (1232 /1235–1273/1274), Herzog von Schlesien, Herzog von Glogau ⚭ (I) Salomea von Großpolen (1225/1235–1267/1271), Tochter von Władysław Odonic; ⚭ (II) Sophia von Landsberg (1258/1259–1318), Tochter von Dietrich von Landsberg → Vorfahren siehe oben Schlesische Linie
  1. (I) Anna (1240–1271) ⚭  Ludwig II. (1229–1294) der Strenge, Herzog von Bayern, Pfalzgraf bei Rhein
  2. (I) Heinrich III. (1251/1260–1309), Herzog von Glogau, Herzog von Steinau, Herzog von Sagan, Herzog von Sprottau ⚭ Mechthild (1276–1318), Tochter von Albrecht I. (Braunschweig)
    1. Heinrich IV. (1292–1342) der Getreue, Herzog von Glogau, Herzog von Steinau, Herzog von Sagan ⚭ Mathilde († 1323), Tochter von Hermann (Brandenburg)
      1. Heinrich V. (1312/1321–1369) der Eiserne, Herzog von Sagan, Herzog von Glogau ⚭ Anna von Płock (nach 1316–1363), Tochter von Wacław von Płock
        1. Heinrich VI. (vor 1345–1393) der Ältere, Herzog von Sagan, Herzog von Crossen, Herzog von Glogau ⚭ Hedwig (um 1351–1409), Tochter von Wenzel I. (Liegnitz)
        2. Heinrich VII. (vor 1345–1394) Rumpold, Herzog von Sagan, Herzog von Glogau, Herzog von Steinau
        3. Heinrich VIII. (1357/1363–1397) der Sperling, Herzog von Sagan, Herzog von Glogau, Herzog von Freystadt, Herzog von Grünberg, Herzog von Sprottau ⚭ Katharina von Oppeln (um 1367–1420), Tochter von Wladislaus II. (Oppeln)
          1. Johann I. (1385–1439), Herzog von Glogau, Herzog von Sagan ⚭ Scholastika (um 1393–1462/1463), Tochter von Rudolf III. (Sachsen-Wittenberg)
            1. Anna (um 1408–um 1437) ⚭ Albrecht VIII. (1405–1460), Graf von Lindow-Ruppin
            2. Hedwig (um 1410–1497) ⚭ Bernhard VI. († 1468), Fürst von Anhalt-Bernburg
            3. Balthasar (um 1415–1472), Herzog von Sagan ⚭ (I) Agnes († 1460), unbekannte Herkunft; ⚭ (II) Barbara von Teschen († 1494/1507), Tochter von Boleslaus II. (Teschen)
              1. (I) Anna († 1463)

            4. Rudolf (1411/1418–1454), Herzog von Sagan
            5. Margarethe (um 1425–1491) ⚭ (I) Volrad († 1450), Graf von Mansfeld; ⚭ (II) Heinrich XI.  († 1454), Graf von Hohnstein-Wittenberg; ⚭ (III) Heinrich III. von Braunschweig-Grubenhagen (1416–1464), Fürst von Braunschweig-Grubenhagen
            6. Barbara (um 1426–1476)
            7. Scholastika (um 1428–1489)
            8. Agnes (um 1430–1475)
            9. Wenzel (1420/1434–1488), Herzog von Sagan
            10. Johann II. (1435–1504) der Grausame, der Böse, Herzog von Sagan, Herzog von Glogau ⚭ Katharina (1443–1505), Tochter von Wilhelm (Troppau)
              1. Margaretha (1465/1476–1505) ⚭ Miklós Bánffy de Limbow († 1501)
              2. Barbara (1470–1539), Äbtissin des Klosters St. Clara zu Strehlen
              3. Salomea (1475/76–1514) ⚭ (I) Albrecht I. (1468–1511), Herzog von Münsterberg, Herzog von Oels, Graf von Glatz; ⚭ (II) Johann von Kurzbach auf Trachenberg und Militsch († 1549)
              4. Hedwig (1476–1524) ⚭ (I) Georg I. (1470–1502), Herzog von Münsterberg, Herzog von Oels, Graf von Glatz; ⚭ (II) Siegmund von Wartenberg († 1518)
              5. Anna (1480/83–1541) ⚭ Karl I. (1476–1536), Herzog von Münsterberg, Herzog von Oels, Graf von Glatz

          2. Heinrich IX. (1389/1390–1467) der Ältere, Herzog von Glogau, Herzog von Freystadt, Herzog von Crossen ⚭ Hedwig von Oels († 1447/1453), Tochter von Konrad III. (Oels)
            1. Sigmund (1431/32–1458)
            2. Heinrich XI. (1429/1435–1476), Herzog von Glogau, Herzog von Freystadt, Herzog von Crossen ⚭ Barbara von Brandenburg (1464–1515), Tochter von Albrecht Achilles
            3. Anna (um 1430/1440–1483) ⚭ Johann II. von Rosenberg (1434–1472) der Friedfertige, Landeshauptmann
            4. Sohn N.N. (1447–1467)
            5. Hedwig (um 1450–1480/82)
            6. Katharina (vor 1445–1497)

          3. Heinrich X. (1388/1396–1423), Herzog von Glogau, Herzog von Freystadt
          4. Wenzel (1389/1397–1430/1431), Herzog von Glogau, Herzog von Crossen, Herzog von Schwiebus
          5. Anna (um 1397–1426/1433) ⚭ Kasimir I. (um 1396–1434), Herzog von Auschwitz, Herzog von Tost, Herzog von Gleiwitz

        4. Anna († 1405) ⚭ Johann I. (um 1322–1380/1382), Herzog von Ratibor, Herzog von Troppau, Herzog von Jägerndorf, Herzog von Freudenthal
        5. Hedwig von Sagan (1340/1350–1390) ⚭ Kasimir III. (1310–1370) der Große, König von Polen

      2. Agnes (um 1321–1362) ⚭ (I) Lestko (1290/1291–1336), Herzog von Ratibor; ⚭ (II) Ludwig I. (1313/1321–1398), Herzog von Liegnitz, Herzog von Brieg, Herzog von Lüben, Herzog von Ohlau
      3. Salomea (nach 1320–nach 1359) ⚭ Heinrich II. Reuß von Plauen (1289–1350), Vogt und Herr von Plauen, Herr zu Greiz
      4. Hedwig († 1348), Äbtissin von Trebnitz

    2. Konrad I. (1292/1294–1366), Herzog von Glogau, Herzog von Oels, Herzog von Namslau, Herzog von Cosel ⚭ (I) Elisabeth († 1328), Tochter von Heinrich VI. (Schlesien); ⚭ (II) Euphemia (1312–1376/1378), Tochter von Wladislaus (Beuthen-Cosel)
      1. (II) Konrad II. (1338/1340–1403), Herzog von Oels, Herzog von Cosel, Herzog von Steinau, Herzog von Beuthen ⚭ Agens von Teschen (1338–1371), Tochter von Kasimir I. (Teschen)
        1. Konrad III. (1354/1359–1412), Herzog von Oels, Herzog von Cosel, Herzog von Steinau, Herzog von Beuthen ⚭ Jutta, unbekannte Herkunft
          1. Konrad IV. (1384–1447) Senior, Herzog von Oels, Herzog von Bernstadt, Fürstbischof von Breslau
          2. Konrad V. (1381/1387–1439) Kanthner, Herzog von Oels, Herzog von Steinau, Herzog von Cosel, Herzog von Beuthen ⚭ Margareta († 1449/1450), unbekannte Herkunft
            1. Agnes († 1448) ⚭ Kaspar Schlick (um 1396–1449), Graf von Passaun, Graf von Weißkirchen, Kanzler des Heiligen Römischen Reichs
            2. Konrad IX. (1415/1420–1471) der Schwarze, Herzog von Oels, Herzog von Steinau, Herzog von Cosel, Herzog von Beuthen ⚭ Margareta von Masowien († 1483/1485), Tochter von Siemowit V.
              1. Barbara († 1479)

            3. Konrad X. (1420–1492) der junge Weiße, Herzog von Oels, Herzog von Steinau, Herzog von Cosel, Herzog von Beuthen ⚭ Dorothea Reynkenberg
            4. Anna (um 1425–1482) ⚭ Władysław I. (1406/1409–1455), Herzog von Płock
            5. Margarete († 1466), Äbtissin von Trebnitz

          3. Konrad VI. (1387/1391–1427) Dechant, Herzog von Oels, Herzog von Steinau
          4. Konrad VII. (um 1396–1452) der alte Weiße, Herzog von Oels, Herzog von Steinau, Herzog von Cosel, Herzog von Beuthen
          5. Konrad VIII. (1395/1400–1444/1447) der Junge, Herzog von Oels, Herzog von Steinau
          6. Euphemia von Oels (um 1390–1444) ⚭ (I) Albrecht III. (1375/1380–1422) der Arme, Kurfürst von Sachsen-Wittenberg; ⚭ (II) Georg I. (um 1390–1474) der Ältere, Fürst von Anhalt-Zerbst
          7. Hedwig († 1447/1453) ⚭ Heinrich IX. (1389/1390–1467) der Ältere, Herzog von Glogau, Herzog von Freystadt, Herzog von Crossen

      2. (II) Hedwig (1338–1351) ⚭ Nikolaus II. (um 1288–1365), Herzog von Troppau, Herzog von Ratibor

    3. Boleslaus (1293/1296–1320/1321), Herzog von Oels, Herzog von Glogau
    4. Agnes von Glogau (1293/1296) ⚭ (I) Otto III. / Béla V. (1261–1312), König von Ungarn, Herzog von Niederbayern; ⚭ (II) Alram († 1331), Graf von Hals
    5. Johann (1296/1300–1361/1365), Herzog von Steinau, Herzog von Glogau ⚭ Margareta von Pommern (1287–1337), Tochter von Bogislaw IV.
    6. Katharina (1300/1305–1327) ⚭ (I) Johann V. (1302–1317) der Erlauchte, Markgraf von Brandenburg; ⚭ (II) Johann III. (um 1297–1359) der Milde, Graf von Holstein-Kiel, Graf von Holstein-Plön
    7. Primislaus II. (1301/1308–1331), Herzog von Glogau ⚭ Konstanze von Schwednitz (1309/1313–1363), Tochter von Bernhard II. (Schweidnitz)
    8. Hedwig (um 1308–1309)

  3. (I) Euphemia (1250/1251–1275) ⚭ Albert I. (1240/1241–1304), Graf von Görz, Graf von Tirol
  4. (I) Konrad III. (1260/1265–1304) Köberlein, Herzog von Schlesien, Herzog von Sagan
  5. (I) Primislaus I. (1265/1271–1289), Herzog von Sprottau, Herzog von Steinau
  6. (I) Hedwig († 1318), Abtissin in Breslauer

#### Oppelner Linie
1. Mieszko I. (1132/1146–1211), Seniorherzog von Polen, Herzog von Oppeln, Herzog von Ratibor ⚭ Ludmilla († 1211) → Vorfahren siehe oben Schlesische Linie
  1. Kasimir I. (1178/1179–1230), Herzog von Oppeln, Herzog von Ratibor ⚭ Wiola von Oppeln († 1251)
    1. Mieszko II. (um 1220–1246), Herzog von Oppeln, Herzog von Ratibor ⚭ Judith (um 1222/1227–1257/1263) Tochter von Konrad I. von Masowien
    2. Wladislaus I. (um 1225–1281), Herzog von Oppeln, Herzog von Ratibor ⚭ Eufemia von Großpolen (vor 1239–1287), Tochter von Władysław Odonic
      1. Mesko I. (1252/1256–1315), Herzog von Ratibor, Herzog von Teschen
        1. Wladislaus (1275/1280–1321/1322), Herzog von Teschen, Herzog von Auschwitz ⚭ Euphrosyna von Masowien (1292–1327), Tochter von Bolesław II. (Masowien)
          1. Johann I. (1308/1310–1372), Herzog von Auschwitz ⚭ (II) Salome von Reuß († 1400), Tochter von Heinrich II. Reuß von Plauen
            1. (I) Johann II. (vor 1350–1376), Herzog von Auschwitz ⚭ Hedwig (um 1346–1385/1396), Tochter von Ludwig I. (Liegnitz)
              1. Johann III. (um 1366–1405), Herzog von Auschwitz ⚭ Hedwig/Jadwiga von Litauen (um 1375–nach 1407), Tochter von Algirdas
              2. Anna († 1440/1454) ⚭ (I) Puta der Ältere von Častolowitz († 1397)
              3. Katharina († nach 1403)

          2. Anna († 1354) ⚭ Tamás Szécsényi († 1354)

        2. Kasimir I. (1280/1290–1358), Herzog von Teschen ⚭ Euphemia I. von Masowien (1312–1374), Tochter von Trojden I.
          1. Anna (1325–1367) ⚭ Wenzel I. (1310/1318–1364), Herzog von Liegnitz
          2. Wladislaus († 1355)
          3. Jolanta Helena († 1364), Äbtissin von St. Klara in Krakau
          4. Boleslaw († 1356), Kanoniker in Breslau
          5. Przemislaus I. (1332/1336–1410), Herzog von Teschen ⚭ Elisabeth von Beuthen († nach 1373), Tochter von Boleslaus (Beuthen-Cosel)
            1. Przemislaus I. (1362/1370–1406), Herzog von Auschwitz, Herzog von Gleiwitz
              1. Kasimir I. (um 1396–1434), Herzog von Auschwitz ⚭ (I) Anna von Glogau (um 1397–1426/1433), Tochter von Heinrich VIII. (Glogau); ⚭ (II) Margarete von Troppau (1410–1459), Tochter von Johann II. (Troppau-Ratibor)
                1. (I) Wenzel I. (um 1415/1418–1465), Herzog von Auschwitz, Herzog von Tost, Herzog von Zator ⚭ Maria Kopczowska († nach 1468)
                  1. Kasimir II. (vor 1450–1490), Herzog von Zator ⚭ Machna von Ratibor († 1508), Tochter von Nikolaus V. (Ratibor-Jägerndorf)
                    1. Boleslaus (1489–1494)

                  2. Wenzel II. (um 1450–1484/1487), Herzog von Zator
                  3. Johann V. (um 1455–1513), Herzog von Zator ⚭ Barbara von Teschen († 1494/1507), Tochter von Boleslaus II. (Teschen)
                    1. (unehelich) Johann (um 1500–1520/1521)

                  4. Wladislaus († 1494), Herzog von Zator ⚭ Anna N.N. († nach 1494)
                    1. Agnes (vor 1490–1505) ⚭ Jan von Tworkau

                  5. Sophie († um 1466)
                  6. Katharina († um 1466)
                  7. Agnes († 1465)

                2. (I) Przemislaus III. (um 1425–1484), Herzog von Auschwitz, Herzog von Tost, Herzog von Gleiwitz ⚭ Machna (1442/1450–1468/1472), Tochter von Nikolaus I. (Oppeln)
                  1. Margaretha von Tost (1467/1468–1531), Äbtissin des Breslauer Klarissenklosters

                3. (I) Johann IV. (1426/1430–1497), Herzog von Auschwitz, Herzog von Gleiwitz ⚭ (II) Barbara von Ratibor († 1510), Tochter von Nikolaus V. (Ratibor-Jägerndorf)
                  1. (II) Helena (1478/1480–nach 1524) ⚭ Georg von Schellenberg

            2. Boleslaus I. (nach 1363–1431), Herzog von Teschen, Herzog von Auschwitz, Herzog von halb Glogau ⚭ (I) Margarete von Troppau († 1407), Tochter von Johann I. (Troppau-Ratibor); ⚭ (II) Eufemia (um 1395/1398–1447), Tochter von Siemowit IV.
              1. Wenzel I. (1413–1474), Herzog von TeschenHerzog von Sewerien, Herzog von Bielitz, Herzog von halb Beuthen ⚭ Elisabeth von Brandenburg (1403–1449), Tochter von Friedrich I. (Brandenburg), Witwe von Ludwig II. (Liegnitz)
              2. Wladislaus (um 1420–1460), Herzog von Teschen ⚭ Margareta von Cilli († 1480)
              3. Przemislaus II. (um 1420–1477), Herzog von Teschen, Herzog von Glogau ⚭ Anna von Masowien († 1477/1480), Tochter von Bolesław IV. (Warschau)
                1. Hedwig (1469–1521) ⚭ Stephan Zápolya († 1499), Woiwode von Siebenbürgen

              4. Boleslaus II. (um 1425–1452), Herzog von Teschen ⚭ Anna Bielska († 1490), Tochter von Fyodor Bielski
                1. Kasimir II. (1448/1453–1528), Herzog von Teschen, Herzog von Glogau ⚭ Johanna (um 1463–1496), Tochter von Viktorin (Münsterberg und Troppau)
                  1. Friedrich (um 1480/1483–1507), Herzog von Teschen
                  2. Wenzel II. (1488/1496–1524) ⚭ Anna von Brandenburg-Ansbach-Kulmbach (1487–1539), Tochter von Friedrich V. (Brandenburg-Ansbach-Kulmbach)
                    1. Sohn (1519/1520–um 1525)
                    2. Ludmilla († 1539)
                    3. Wenzel III. (1524–1579), Herzog von Teschen ⚭ (I) Maria von Pernstein († 1566), Tochter von Johann IV. von Pernstein; ⚭ (II) Sidonie Katharina († 1594), Tochter von Franz I. (Sachsen-Lauenburg)
                      1. (I) Sophie (1540–1541)
                      2. (I) Friedrich Kasimir (1541/1542–1571), Herzog von Teschen, Herzog von Bielitz ⚭ Katharina von Liegnitz (1542–1569), Tochter von Friedrich III. (Liegnitz)
                        1. Katharina (1565–1571)

                      3. (I) Anna (1543–1564)
                      4. (II) Christian August (1570–1571)
                      5. (II) Maria Sidonia (1572–1587) ⚭ Friedrich IV. (1552–1596), Herzog von Liegnitz, Herzog von Haynau
                      6. (II) Anna Sibylla (1573–nach 1601)
                      7. (II) Adam Wenzel (1574–1617), Herzog von Teschen ⚭ Elisabeth Kettler († 1601), Tochter von Gotthard Kettler
                        1. Adam Gotthard (1596–1597)
                        2. Anna Sidonia (1598–1619) ⚭ Jakob Hannibal II. von Hohenems (1595–1646)
                        3. Elisabeth Lukretia (1599–1653), Herzogin von Teschen ⚭ Gundaker von Liechtenstein (1580–1658)
                        4. Christian Adam (1600–1602)
                        5. Friedrich Wilhelm (1601–1625), Herzog von Teschen
                          1. (unehelich) Maria Magdalena von und zu Hohenstein (1625–nach 1661)

                      8. (II) Johann Albrecht (1578–um 1579)

                2. Barbara († 1494/1507) ⚭ (I) Balthasar (um 1415–1472), Herzog von Sagan; ⚭ (II) Johann V. (um 1455–1513), Herzog von Zator
                3. Sophie († 1479) ⚭ Viktorin (1443–1500), Herzog von Münsterberg, Herzog von Troppau, Graf von Glatz

              5. Alexandra († 1463) ⚭ László II Garai († 1459)

            3. Anna († 1403) ⚭ Heinrich IX. (1369–1419/1420), Herzog von Liegnitz, Herzog von Lüben, Herzog von Ohlau, Herzog von Haynau

          6. Agens (1338–1371) ⚭ Konrad II. (1338/1340–1403), Herzog von Oels, Herzog von Cosel, Herzog von Steinau, Herzog von Beuthen
          7. Johann/Hanuš († nach 1391)
          8. Siemowit(† 1391)
          9. Elisabeth († 1364)

        3. Viola Elisabeth von Teschen (1290–1317) ⚭ Wenzel III. (1289–1306), König von Böhmen, König von Ungarn, Titularkönig von Polen

      2. Kasimir II. (1256/1257–1312), Herzog von Beuthen, Herzog von Cosel ⚭ Helena, unbekannte Herkunft
        1. Boleslaus (um 1276/1280–1328/1329), Herzog von Beuthen, Herzog von Tost, Erzbischof von Esztergom
        2. Wladislaus (um 1277/1283–1352), Herzog von Beuthen, Herzog von Cosel ⚭ (I) Beatrix († 1316), Tochter von Otto (V.) (Brandenburg), Witwe von Bolko I. (Schweidnitz); ⚭ (II) Lukardis († 1362), Tochter von Pribislaw II.
          1. (I) Kasimir III. (um 1312–1347), Herzog von Cosel
          2. (I) Euphemia (1312–1376/1378) ⚭ Konrad I. (1292/1294–1366), Herzog von Glogau, Herzog von Oels, Herzog von Namslau, Herzog von Cosel
          3. (II) Boleslaus (um 1330–1354/1355), Herzog von Beuthen, Herzog von Cosel ⚭ Margareta von Sternberg († 1365)
            1. Elisabeth († nach 1373) ⚭ Przemislaus I. (1332/1336–1410), Herzog von Teschen
            2. Euphemia (um 1350/1352–1411) ⚭ (I) Wenzel (um 1340–1369), Herzog von Oppeln, Herzog von Falkenberg; ⚭ (II) Bolko III. (1344/1348–1410), Herzog von Münsterberg
            3. Boleslawa/Bolka (um 1351/1355–um 1427/1428), Äbtissin von Trebnitz

          4. (II) Agnes († 1362), Äbtissin von Trebnitz
          5. (II) Katharina († 1377), Äbtissin von Trebnitz
          6. (II) Beatrix († 1364) ⚭ Berthold († 1374), Graf von Hardegg

        3. Maria von Beuthen (1282/1284–1317) ⚭ Karl I. Robert (1288–1342), König von Ungarn und Kroatien
        4. Ziemowit (um 1293–nach 1343), Herzog von Beuthen, Herzog von Gleiwitz
        5. Mieszko (1295/1300–1344), Herzog von Beuthen, Bischof von Nitra, Bischof von Veszprém, vermutlich Herzog von Sewerien

      3. Bolko I. (um 1254/1258–1313), Herzog von Oppeln, Statthalter von Krakau ⚭ Gremislawa/Agnes († 1301)
        1. Bolko II. von Falkenberg (1290/1295–1362/1365), Herzog von Oppeln, Herzog von Falkenberg ⚭ Euphemia († nach 1383), Tochter von Heinrich VI. (Schlesien)
          1. Bolko/Boleslaus (1326/1335–1367/1368), Herzog von Oppeln, Herzog von Falkenberg
          2. Wenzel (um 1340–1369), Herzog von Oppeln, Herzog von Falkenberg ⚭ Euphemia (um 1350/1352–1411), Tochter von Boleslaus (Beuthen-Cosel)
          3. Heinrich (um 1340–1382), Herzog von Oppeln, Herzog von Falkenberg ⚭ Katharina (1352–1378), Tochter von Johann Heinrich (Luxemburg)
          4. Margareta († 1399) ⚭ Ulrich II., Landgraf von Leuchtenberg
          5. Jutta († nach 1378) ⚭ Nikolaus II. (um 1288–1365), Herzog von Troppau, Herzog von Ratibor
          6. Anna († 1365), Klarissin in Breslau
          7. Hedwig, Äbtissin des Breslauer Klarissenklosters

        2. Bolko II. von Oppeln (um 1300–1356), Herzog von Oppeln ⚭ Elisabeth von Schweidnitz (1314/1315–1348), Tochter von Bernhard II. (Schweidnitz)
          1. Wladislaus II. (1326/1332–1401), Herzog von Oppeln, Herzog von Jägerndorf ⚭ (I) Elisabeth (1340– 1369/1370), Tochter von Nikolaus Alexander, Wojewode der Walachei; ⚭ (II) Euphemia († 1418/1424), Tochter von Siemowit III., Herzog von Masowien
            1. (I) Kinga († nach 1369), Nonne
            2. (I) Elisabeth von Oppeln (1360–1374) ⚭ Jobst von Mähren (1351–1411), Römisch-deutscher König, Kurfürst von Brandenburg, Herzog von Luxemburg, Markgraf von Mähren
            3. (I) Katharina (um 1367–1420) ⚭ Heinrich VIII. (1357/1363–1397) der Sperling, Herzog von Sagan, Herzog von Glogau, Herzog von Freystadt, Herzog von Grünberg, Herzog von Sprottau
            4. (II) Hedwig († nach 1390) ⚭ Vygantas († 1392), Herzog von Kernavė
            5. (II) Eufemia († 1408)

          2. Bolko III. (um 1330–1382), Herzog von Oppeln, Herzog von Strehlitz
            1. Johann I. (um 1360/1364–1421), Herzog von Oppeln, Bischof von Posen, Bischof von Kujawien, Bischof von Cammin, Bischof von Kulm
            2. Bolko IV. (1363/1367–1437), Herzog von Oppeln, Herzog von Falkenberg, Herzog von Strehlitz ⚭ Margaretha von Görz (um 1375–1437)
              1. Bolko V. (um 1400–1460), Herzog von Oppeln, Herzog von Falkenberg, Herzog von Strehlitz, Herzog von Klein Glogau ⚭ (I) Elisabeth († 1452), Tochter von Elisabeth von Pilitza; ⚭ (II) Hedwig († 1461), Tochter von Heinrich von Biese
                1. Wenzel († 1453)

              2. Johann († 1439)
              3. Heinrich († 1436)
              4. Nikolaus I. (um 1420–1476), Herzog von Oppeln, Herzog von Falkenberg, Herzog von Strehlitz ⚭ Magdalena von Liegnitz (1425/1430–1497), Tochter von Ludwig II. (Liegnitz)
                1. Ludwig (um 1450–1475/1476)
                2. Boleslaw († vor 1477)
                3. Bernhard († vor 1477)
                4. Johann II. (um 1460–1532) der Gute, Herzog von Oppeln, Herzog von Ratibor
                5. Nikolaus II. († 1497), Herzog von Oppeln
                6. Machna (1442/1450–1468/1472) ⚭ Przemislaus III. (um 1425–1484), Herzog von Auschwitz, Herzog von Tost, Herzog von Gleiwitz
                7. Elisabeth († 1507)
                8. Magdalena († 1501) ⚭ Johann III. (um 1446–1493), Herzog von Ratibor
                9. Katharina († 1507)

              5. Margarete von Oppeln (1412/1414–1454/1455) ⚭ Ludwig III. (vor 1405–1441), Herzog von Liegnitz, Herzog von Lüben, Herzog von Haynau, Herzog von Ohlau

            3. Heinrich (1374–1394)
            4. Bernhard (1374/1378–1455), Herzog von Oppeln, Herzog von Falkenberg, Herzog von Strehlitz ⚭ Jadwiga († 1424), Tochter von Spytko von Melsztyn
            5. Anna († 1455), Äbtissin von Trebnitz

          3. Heinrich (um 1337–1356/1365), Domherr zu Breslau
          4. Agnes von Oppeln (1360–1413) ⚭ Jobst von Mähren (1351–1411), Römisch-deutscher König, Kurfürst von Brandenburg, Herzog von Luxemburg, Markgraf von Mähren

        3. Albert (um 1300/1310–1366/1375), Herzog von Strehlitz ⚭ Agnes von Hardegg († 1371), Tochter von Burchart von Hardegg
          1. Elisabeth († nach 1360) ⚭ Władysław (1327/1330–1388) der Weiße, Herzog von Kujawien

      4. Primislaus (1258–1306), Herzog von Ratibor ⚭ Anna von Czersk (1270–1324), Tochter von Konrad II. (Czersk)
        1. Lestko (1290/1291–1336), Herzog von Ratibor
        2. Anna († 1338/40) ⚭ Nikolaus II. (um 1288–1365), Herzog von Troppau, Herzog von Ratibor
        3. Euphemia von Ratibor (1299/1301–1359)
        4. Konstanze († 1351)

      5. Konstanze († 1351) ⚭ Heinrich IV. (um 1256–1290), Seniorherzog von Polen, Herzog von Breslau

    3. Wenzeslawa († nach 1230)
    4. Euphrosyne (1228/1230–1292) ⚭ Kasimir I. (um 1211–1267), Herzog von Kujawien

### Großpolnische Linie
1. Mieszko III. (1126–1202) der Alte, Seniorherzog von Polen, Herzog in Großpolen ⚭ (I) Elisabeth von Ungarn (1128–1155), Tochter von Béla II. (Ungarn); ⚭ (II) Eudoxia von Kiew, Tochter von Isjaslaw II. → Vorfahren siehe oben Piasten von Mieszko I. an
  1. (I) Otto (Odon) (1149–1194), Herzog in Großpolen ⚭ Wyszesława von Halitsch, Tochter von Jaroslaw Osmomysl
    1. Władysław Odonic (1190–1239), Herzog von Großpolen
      1. Przemysł I. (1220/1221–1257), Herzog von Großpolen ⚭ Elisabeth von Breslau (1232–1265), Tochter von Heinrichs II.
        1. Constanze (1245/46–1281) ⚭ Konrad I. (um 1240–1304), Markgraf von Brandenburg
        2. Euphrosyne (1247/1250–1298)
        3. Anna (1253–1295)
        4. Euphemia(1253–1298)
        5. Przemysł II. (1257–1296), König von Polen ⚭ (I) Ludgarda von Mecklenburg (um 1260–1283), Tochter von Heinrich I. (Mecklenburg); ⚭ (II) Rixa von Schweden (um 1265–1291), Tochter von Waldemar (Schweden); ⚭ (III) Margarete von Brandenburg (um 1270–1315), Tochter von Albrecht III. (Brandenburg)
          1. (II) Elisabeth Richza (1286/1288–1335) ⚭ (I) Wenzel II. (1271–1305), König von Böhmen, König von Polen; ⚭ (II) Rudolf I. (um 1282–1307), König von Böhmen, Herzog von Österreich

      2. Bolesław VI. (1224/1227–1279) der Fromme, Herzog von Großpolen ⚭ Jolanta Helena (1244–1303), Tochter von Béla IV. (Ungarn)
        1. Elisabeth (1259–1304) ⚭ Heinrich V. (um 1248–1296), Herzog von Liegnitz, Herzog von Breslau, Herzog von Jauer
        2. Hedwig von Kalisch (um 1266–1339) ⚭ Władysław I. Ellenlang (1260–1333), König von Polen
        3. Anna Bolesławówna (1276/78–1300)

      3. Salomea (1225/1235–1267/1271) ⚭ Konrad II. (1232 /1235–1273/1274), Herzog von Schlesien, Herzog von Glogau
      4. Eufemia (vor 1239–1287) ⚭ Wladislaus I. (um 1225–1281), Herzog von Oppeln-Ratibor

    2. Euphrosyne (1192/94–1235) ⚭ Swantopolk II. (um 1195–1266), Herzog von Pommerellen

  2. (I) Stefan (um 1150–1166/1177)
  3. (I) Elisabeth (um 1152–1209) ⚭ (I) Soběslav II. (um 1128–180), Herzog von Böhmen; ⚭ (II) Konrad II. (1159–1210), Markgraf der Lausitz
  4. (I) Ludmilla († 1223) ⚭ Friedrich I. (um 1143–1207), Herzog von Lothringen
  5. (I) Judith (vor 1154–1201) ⚭ Bernhard III. (1140–1212), Herzog von Sachsen, Fürst von Anhalt
  6. (II) Boleslaw (1159–1195), Herzog von Kujawien ⚭ Dobroslawa von Schlawe
  7. (II) Mieszko (1160/1165–1193)
  8. (II) Anastasia (um 1163–1240) ⚭ Bogislaw I. (um 1130–1187), Herzog von Pommern
  9. (II) Władysław III. (1161–1231) Dünnbein, Seniorherzog von Polen, Herzog in Großpolen ⚭ Lucja, Tochter von Jaromar I.

### Kleinpolnische und Kujawische Linie
1. Kasimir II. (1138–1194) der Gerechte, Seniorherzog von Polen, Herzog von Kleinpolen ⚭ Helena von Znojmo → Vorfahren siehe oben Piasten von Mieszko I. an
  1. Leszek I. (1186–1227) der Weiße, Seniorherzog von Polen ⚭ Gremislawa von Luzk (1185/1195–1258), Tochter von Ingwar Jaroslawitsch
    1. Salomea (1211/1212–1268) ⚭ Koloman von Galizien (1208–1241), Fürst von Halitsch
    2. Helena († 1265)
    3. Bolesław V. (1226–1279) der Schamhafte, Seniorherzog von Polen ⚭ Kinga von Polen (1224–1292), Tochter von Béla IV. (Ungarn)

  2. Konrad I. (1187/1188–1247), Seniorherzog von Polen, Herzog in Masowien, Herzog in Kujawien ⚭ Agafia von Ruthenien (1190/1195–1248), Tochter von Swjatoslaw III. Igorowitsch
    1. Bolesław I. (1208–1248), Herzog von Masowien ⚭ (I) Gertrud von Breslau (1218/1220–1244/1247), Tochter von Heinrich II. (Polen)
    2. Kasimir I. (um 1211–1267), Herzog von Kujawien ⚭ (II) Konstanze von Breslau (1221/1227–1253/1257), Tochter von Heinrich II. (Polen); ⚭ (III) Euphrosyne von Oppeln (1228/1230–1292), Tochter von Kasimir I. (Oppeln-Ratibor)
      1. (II) Leszek II. (1241–1288) der Schwarze, Seniorherzog von Polen, Herzog von Kleinpolen, Herzog von Kujawien
      2. (II) Siemomysław (1245/1248–1287), Herzog von Kujawien ⚭ Salome von Pommerellen (vor 1250–1314), Tochter von Sambor II.
        1. Konstanze (1268/1274–1331), Nonne
        2. Leszek (1275–1340), Herzog von Kujawien
        3. Fenena (1276–1295) ⚭ Andreas III. (um 1265–1301) der Venezianer, König von Ungarn
        4. Przemysław (1278–1338/39), Herzog von Kujawien
        5. Kasimir III. (um 1280–1347), Herzog von Kujawien, Statthalter im Herzogtum Pommerellen
          1. Elisabeth (um 1315–1353/1373) ⚭ Stjepan II. Kotromanić (1292–1353), Ban von Bosnien
          2. Władysław (1327/1330–1388) der Weiße, Herzog von Kujawien ⚭ Elisabeth († nach 1360), Tochter von Albert (Oppeln-Strehlitz)

      3. (II) Adelajda (1249–1291)
      4. (III) Władysław I. Ellenlang (1260–1333), König von Polen ⚭ Hedwig von Kalisch (um 1266–1339), Tochter von Bolesław VI. der Fromme
        1. Kunigunde (um 1295–1331/1333) ⚭ (I) Bernhard II. (um 1288–1326), Herzog von Schweidnitz-Jauer; ⚭ (II) Rudolf I. (um 1284–1356), Kurfürst von Sachsen-Wittenberg, Markgraf von Brandenburg
        2. Stefan (1296/1300–1306)
        3. Władysław (1297–1311/1312)
        4. Elisabeth (1305–1380) ⚭ Karl I. (1288–1342), König von Ungarn
        5. Hedwig (1306/1309–1320/1325)
        6. Kasimir III. (1310–1370) der Große, König von Polen ⚭ (I) Anna von Litauen (1309–1339), Tochter von Gediminas; ⚭ (II) Adelheid von Hessen (1324–1371), Tochter von Heinrich II. (Hessen); ⚭ (III) Hedwig von Sagan (1340/1350–1390), Tochter von Heinrich V. (Glogau-Sagan)
          1. (I) Elisabeth (1326–1361) ⚭ Bogislaw V. (um 1318–1373/1374), Herzog von Pommern
          2. (I) Kunigunde (um 1328–1357) ⚭ Ludwig VI. (1328–1364/1365) der Römer, Herzog von Oberbayern, Kurfürst von Brandenburg
          3. (III) Anna (1366–1425) ⚭ Wilhelm von Cilli (1361–1392), beide sind Eltern von Anna von Cilli
          4. (III) Kunigunde (1367–1370)
          5. (III) Hedwig (1368–1407)

      5. (III) Euphemia (um 1265–1308) ⚭ Juri I. (um 1252/1262–1308), „König der Rus“, Fürst von Halitsch-Wladimir, Fürst von Bels

    3. Siemowit I. († 1262), Herzog von Masowien ⚭ Pereyaslava († 1283), Tochter von Daniel Romanowitsch → Nachkommen siehe unten Masowische Linie
    4. Eudoxia (1215/1225–nach 1240) ⚭ Dietrich I. (um 1190–1266/67), Graf von Brehna
    5. Judith (um 1222/1227–1257/1263) ⚭ (I) Mieszko II. (um 1220–1246), Herzog von Oppeln-Ratibor; ⚭ (II) Heinrich III. (1227/1230–1266) der Weiße, Herzog von Schlesien-Breslau
    6. Dubrawka (um 1230–1265) ⚭ Wasylko Romanowitsch, Fürst von Wolhynien

#### Masowische Linie
1. Siemowit I. (um 1215–1262), Herzog von Masowien ⚭ Perejesława von Galizien († 1283), Tochter von Daniel Romanowitsch → Vorfahren siehe oben Kleinpolnische und Kujawische Linie
  1. Konrad II. (um 1250–1294), Herzog von Masowien ⚭ Hedwig (1250/1255–nach 1280), Tochter von Boleslaw II. (Schlesien)
    1. Anna (1270–1324) ⚭ Primislaus (Ratibor) (1258–1306), Herzog von Ratibor

  2. Bolesław II. (1253/1258–1313), Herzog von Masowien ⚭ (I) Gaudemunda Zofia (um 1260–1288/1313), Tochter von Traidenis; ⚭ (II) Kunigunde von Böhmen (1265–1321), Tochter von Ottokar II. Přemysl
    1. (I) Siemowit II. (1283–1345), Herzog von Masowien
    2. (I) Trojden I. (1284/1286–1341), Herzog von Masowien ⚭ Maria von Galizien (1293–1341), Tochter von Juri I. von Galizien
      1. Bolesław Georg II. (1308–1340), Fürst von Halytsch-Wolodymyr
      2. Euphemia (1312–1374) ⚭ Kasimir I. (1280/1290–1358), Herzog von Teschen
      3. Siemowit III. (um 1320–1381), Herzog von Masowien ⚭ (I) Euphemia († 1352), Tochter von Nikolaus II. (Troppau); ⚭ (II) Ludmilla († um 1368/1373), Tochter von Nikolaus (Münsterberg)
        1. (I) Euphemia († 1418/1424) ⚭ Wladislaus II. (1326/1332–1401), Herzog von Oppeln, Herzog von Kujawien
        2. (I) Anna (vor 1345–1403)
        3. (I) Janusz I. Starszy (um 1346–1429), Herzog von Masowien ⚭ Danuta Anna (um 1358–1448), Tochter von Kęstutis
          1. Tochter (1373/1376–1401) ⚭ Petru I. von Moldawien († 1368), Woiwode von Moldau
          2. Janusz Młodszy (um 1382–1422) der Jüngere
          3. Bolesław III. Januszowic (1385/1386–1424) ⚭ Anna von Litauen († 1458), Tochter von Fiodoras Algirdaitis
            1. Bolesław IV. (um 1421–1454), Herzog von Masowien ⚭ Barbara von Litauen (um 1428–1488/1492), Tochter von Alexander Wladimirovich
              1. Konrad III. (1447/1448–1503) der Rote, Herzog von Masowien ⚭ (III) Anna Radziwiłł (1475/1476–1522), Tochter von Mikołaj Radziwiłł
                1. Sophia (1497/1498–1543) ⚭ Stephan Báthory (1490–1530)
                2. Anna (1498–1557) ⚭ Stanisław Odrowąż
                3. Stanisław I. (1500/1501–1524), Herzog von Masowien
                4. Janusz III. (1502–1526), Herzog von Masowien

              2. Kasimir III. (1448/1449–1480), Herzog von Masowien
              3. Anna († 1477/1480) ⚭ Przemislaus II. (um 1440–1477), Herzog von Teschen, Herzog von Glogau
              4. Bolesław V. (um 1453–1488), Herzog in Masowien
              5. Janusz II. (um 1455–1495), Herzog in Masowien

          4. Konrad Januszowic (um 1400–1412/1413)

        4. (I) Margarethe (vor 1358–1388/1396) ⚭ (I) Kasimir IV. (um 1345–1377), Herzog von Pommern; ⚭ (II) Heinrich VIII. (1344–1399) mit der Schramme, Herzog von Brieg, Herzog von Lüben
        5. (I) Siemowit IV. (1353/1356–1426), Herzog von Masowien ⚭ Alexandra von Litauen (um 1360–1434), Tochter von Algirdas
          1. Siemowit V. (1389–1442), Herzog von Płock ⚭ Margarethe (1410–1459), Tochter von Johann II. (Troppau-Ratibor)
            1. Margarethe († 1483/1485) ⚭ Konrad IX. (1415/1420–1471) der Schwarze, Herzog von Oels, Herzog von Cosel

          2. Hedwig (um 1392–1439)
          3. Cimburgis (1394/1397–1429) ⚭ Ernst I. (um 1377–1424) der Eiserne, Erzherzogs zu Österreich, Herzog von Steiermark, Herzog von Kärnten
          4. Eufemia (um 1395/1398–1447) ⚭ Boleslaus I. (nach 1363–1431), Herzog von Teschen, Herzog von Auschwitz
          5. Amelia (1397/1398–1434) ⚭ Wilhelm II. (1371–1425) der Reiche, Markgraf von Meißen
          6. Alexander (1400–1444), Fürstbischof von Trient, Kardinal
          7. Kasimir II. (1401/1403–1442), Herzog von Płock, Herzog von Belz
          8. Trojden II. (1403/1406–1427), Herzog von Płock
          9. Władysław I. (1406/1409–1455), Herzog von Płock ⚭ Anna von Oels (um 1425–1482), Tochter von Konrad V. (Oels)
            1. Siemowit VI. (1446–1461/1462), Herzog von Płock
            2. Władysław II. (1448–1462), Herzog von Płock

          10. Alexandra (1407/1410–um 1426)
          11. Maria (1408/1415–1454) ⚭ Bogislaw IX. (1407/1410–1446), Herzog von Pommern-Wolgast-Stolp
          12. Anna (1411–1435) ⚭ Michael Žygimantaitis (vor 1406–1452)
          13. Katharina (1413/1416–1479/1480) ⚭ Michael Žygimantaitis (vor 1406–1452)

        6. (II) Heinrich (1368/1370–1392/1393), Bischof von Płock

      4. Kasimir I. (1320/1331–1355), Herzog von Masowien

    3. (I) Anna († 1313) ⚭ Wladislaus (1296–1352), Herzog von Liegnitz
    4. (II) Euphrosyna (1292–1327) ⚭ Wladislaus (1275/1280–1321/1322), Herzog von Teschen, Herzog von Auschwitz
    5. (II) Wacław (1293–1336), Herzog von Masowien ⚭ Elisabeth von Litauen (1302–1364), Tochter von Gediminas
      1. Bolesław III. (1322/1330–1351), Herzog von Masowien
      2. Anna (nach 1316–1363) ⚭ Heinrich V. (1312/1321–1369) der Eiserne, Herzog von Sagan, Herzog von Glogau